# دينيس باتريك أوبراين
دينيس باتريك أوبراين (بالإنجليزية: Denis Patrick O'Brien)‏ هو اقتصادي بريطاني، ولد في 1939.